# SG Kamen/Wiehl
Die SG Kamen/Wiehl ist eine Sledge-Eishockeymannschaft, die in der Deutschen Sledge-Eishockey Liga spielt. Die Spielgemeinschaft bildet sich aus den Mannschaften der Yetis Wiehl und Kamen Barbarians.

## Geschichte
Nachdem die Yetis Wiehl ab der Saison 2002/03 als einzige Mannschaft Nordrhein-Westfalens in der DSL gespielt hatten, wurden im Oktober 2004 die Kamen Barbarians gegründet. Ab der Spielzeit 2005/06 bildeten beide Mannschaften eine Spielgemeinschaft und nahmen so in dieser Spielzeit an der Meisterschaft teil. Sie erreichten dabei den zweiten Platz hinter dem Serienmeister Hannover Scorpions, gegen die man in der Hinrunde ein Unentschieden, das erste in der DSL-Geschichte, erreichte. 2006/07 erreichte das Team wieder den zweiten Platz hinter den Hannover Scorpions. In der Saison 2007/08 konnte man ungeschlagen als erst zweites Team überhaupt die Liga gewinnen.

## Saisonstatistik
Abkürzungen: Sp = Spiele, S = Siege, U = Unentschieden, N = Niederlagen, n. P. = nach Penaltyschießen, ET = Erzielte Tore, GT = Gegentore, TD = Tordifferenz, Pkt = Punkte
| Saison  | Sp | S  | S n. P. | U | N n. P. | N | ET  | GT | TD   | Pkt | Platzierung                 |
| ------- | -- | -- | ------- | - | ------- | - | --- | -- | ---- | --- | --------------------------- |
| 2005/06 | 8  | 6  | –       | 1 | –       | 1 | 84  | 11 | +73  | 13  | 2. Platz                    |
| 2006/07 | 8  | 6  | –       | 0 | –       | 2 | 48  | 21 | +27  | 18  | 2. Platz                    |
| 2007/08 | 8  | 7  | 1       | – | 0       | 0 | 64  | 9  | +55  | 23  | 1. Platz, Deutscher Meister |
| Gesamt  | 24 | 21 | 1       | 1 | 0       | 3 | 196 | 41 | +155 | 54  |                             |